# Trương Tấn Sang
Trương Tấn Sang (ur. 21 stycznia 1949 w Prowincji Long An) – wietnamski polityk, deputowany do Zgromadzenia Narodowego, członek Biura Politycznego Komunistycznej Partii Wietnamu. Prezydent Wietnamu w latach 2011-2016.

## Życiorys
Trương Tấn Sang urodził się w 1949 w dystrykcie Đức Hòa w prowincji Long An. Z wykształcenia jest prawnikiem. W grudniu 1969 wstąpił do Komunistycznej Partii Wietnamu. W czasie wojny wietnamskiej był, w latach 1971-1973, więziony przez wojska Wietnamu Południowego. 
W 1992 objął stanowisko przewodniczącego partii w Ho Chi Minh. Od 1996 do 2000 był sekretarzem partii w mieście. Z jej ramienia był również deputowanym do Zgromadzenia Narodowego IX, X i XI kadencji (w latach 1992-2007).
W 1996 wszedł w skład Biura Politycznego Komunistycznej Partii Wietnamu VIII kadencji i zasiadał w nim w czasie dwóch kolejnych 5-letnich kadencji. W 2011 został również wybrany do Biura Politycznego na XI kadencję. 
19 stycznia 2011, w czasie XI Kongresu Komunistycznej Partii Wietnamu, został wybrany przez delegatów na stanowisko prezydenta Wietnamu. Jego nominację 25 lipca 2011 zatwierdził parlament. W Zgromadzeniu Narodowym poparło go ponad 97% głosujących.